# Platja de Penarronda

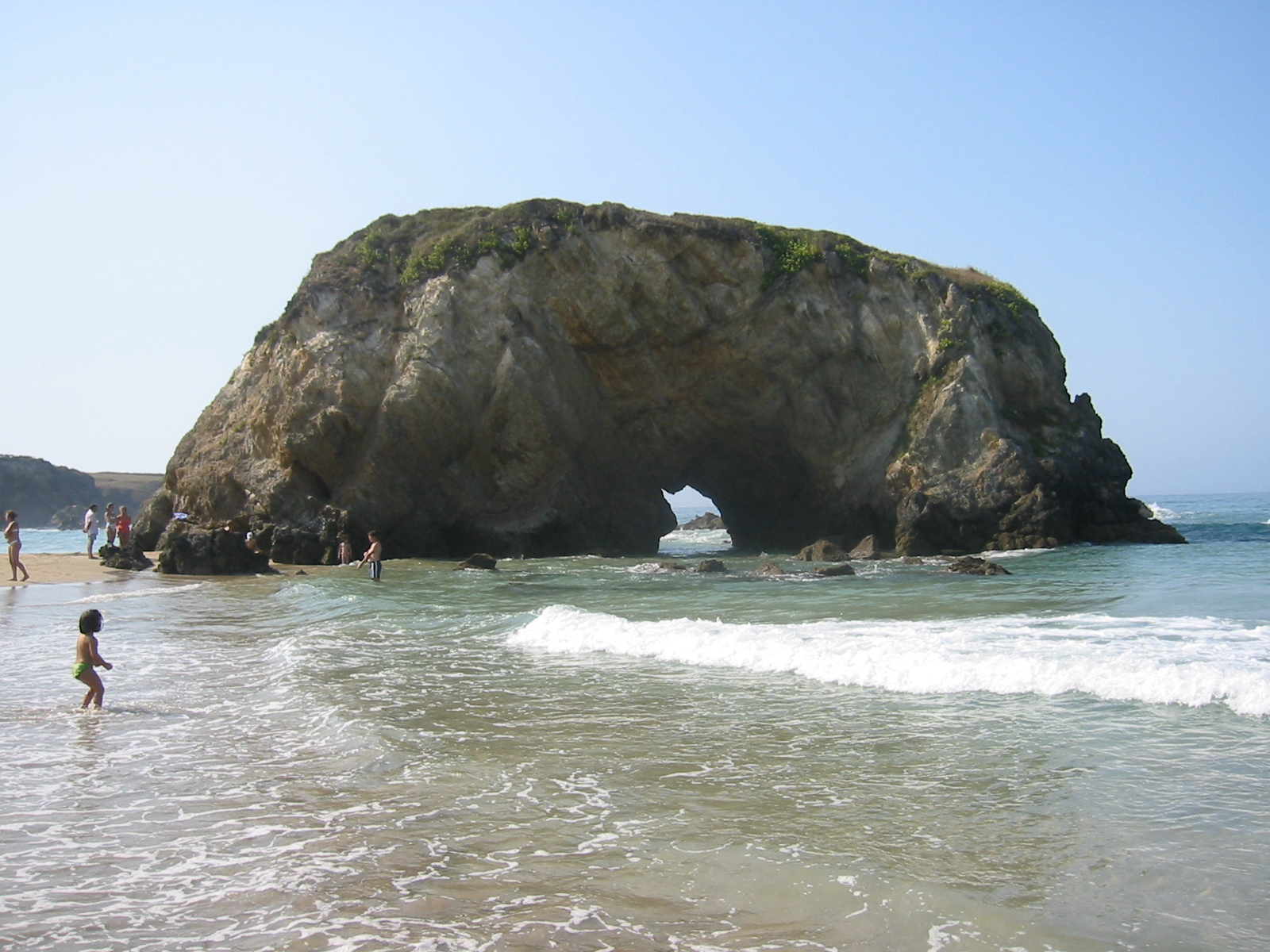
Una altra vista de la platja

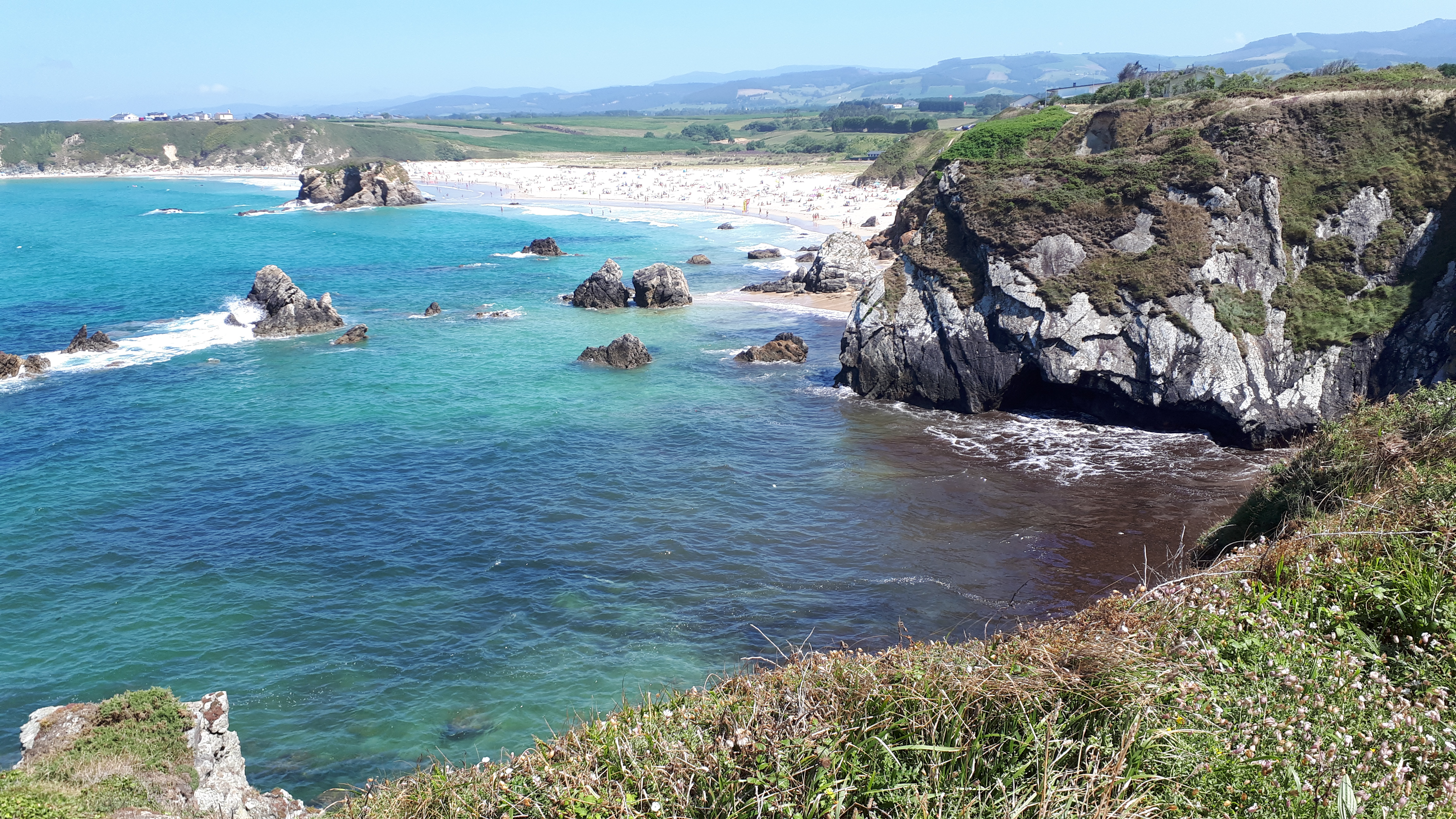
Platja de Penarronda

La platja de Penarronda està situada entre els concejos de Castropol i Tàpia de Casariego a Astúries al costat del poble Santa Gadea, en la localitat de Barres. Forma part de la Costa Occidental d'Astúries i presenta protecció mediambiental per estar catalogada com Monument natural, ZEPA i LIC.

## Descripción
Es tracta d'una platja de 600 m de longitud enclavada entre dos penya-segats (La Robaleira i la Punta del Corno) i en la qual desemboca el rierol de Penarronda o riu Dola que la divideix en dos. L'amplària mitjana és de 315 m. El seu entorn és rural i la perillositat és mitjana. Els caps de setmana té afluència massiva. L'accés també per als vehicles és fàcil. L'activitat òptima és el surf pel que està classificada com a «Categoria 2».
És la platja més extensa del concejo i la més visitada, ja que està perfectament indicat el seu accés des de la N-634. Al centre de l'arenal està l'anomenada i ben coneguda «Pedra Castelo». És l'única zona de les costes asturianes on sobreviu el «Malcomia littorae» o alhelí de mar, a més de ser una zona de nidificació del ostrero euroasiàtic.
La superfície protegida ascendeix a 34 ha, i la seva riquesa prové de les dunes que formen gran part de l'espai protegit i que són difícils de trobar en el nord, la qual cosa dona una riquesa de vegetació i fauna característica d'aquest hàbitat.
Va ser declarada monument natural el 3 d'octubre de 2002.